# Extrémisme
L'extrémisme (ou jusqu'au-boutisme) est un terme utilisé pour qualifier une doctrine ou attitude (politique,  religieuse ou idéologique) dont les adeptes refusent toute modération ou toute alternative à ce que leur dicte cette doctrine.
Les actions extrémistes sont par conséquent des méthodes (pouvant être violentes et agressives) ayant pour but un changement radical de leur environnement.

## Caractéristiques
L'extrémisme se définit par une pensée dogmatique, la peur de supposées menaces et parfois par la préconisation de méthodes violentes.

### Préconisation de méthodes violentes
Des méthodes violentes sont parfois utilisées pour communiquer leurs idées ou pour imposer le système voulu. Il peut s'agir d'attentats, d'assassinats, d'une révolution ou d'un putsch. Pour servir ses idéaux révolutionnaires, le groupe clandestin français Action directe, par exemple, a commis une cinquantaine d'attentats ou d'assassinats. Parmi les actions habituellement considérées comme extrémistes, il est possible de citer l'Inquisition de l'Église catholique, les pogroms, la Nuit de Cristal, la Terreur sous Robespierre ou le massacre de la Saint-Barthélemy.

## Limites de l'usage de ce terme
Aux États-Unis, Barry Goldwater a pu dire « L'extrémisme dans la défense de la liberté n'est pas un vice ; la modération dans la recherche de la justice n'est pas une vertu » lors de la convention nationale des Républicains de 1964. Robert F. Kennedy a dit quant à lui « ce qui est critiquable, ce qui est dangereux avec les extrémistes, ce n'est pas qu'ils sont extrêmes mais intolérants. Le mal n'est pas dans ce qu'ils disent pour défendre leur cause mais dans ce qu'ils disent à propos de leurs opposants. »
En Russie, les lois interdisant les contenus extrémistes sont utilisées (volontairement ou pas) pour réprimer la liberté d'expression à travers une interprétation souvent large et flexible des termes de la loi. Les publications classées comme « extrémistes » et ainsi poursuivies comprenaient des protestations contre les décisions de justice dans l'affaire de la place Bolotnaïa (« appel à une action illégale »), des critiques sur les dépenses du gouverneur local (« insulte aux autorités »), un poème en soutien à l'Ukraine (« incitation à la haine »),.